# Raseiniai
Raseiniai är en stad i Samogitien i Litauen, omkring 85 km nordväst om Kaunas. Staden har omkring 12 500 invånare (2001). Den är centralort i Raseiniai landskommun.
Staden omnämndes första gången 1253. I tyska krönikor förekommer den under namnen Rossigen, Ruschigen och Rasseyne. Raseiniai har under årens lopp utsatts för många angrepp. På 1920-talet hade den omkring 7 000 invånare, varav två tredjedelar var judar, men under andra världskriget förstördes omkring 90 % av stadens byggnader.